# بزرگترین بازیکن
بزرگ‌ترین بازیکن (به هندی: Sabse Bada Khiladi)فیلمی محصول سال ۱۹۹۵ و به کارگردانی اومش مهرا است. در این فیلم بازیگرانی همچون آکشی کومار، مامتا کولکارنی، موهنیش باهل، گلشن گروور، آنجانا ممتاز ایفای نقش کرده‌اند. این فیلم سومین قسمت از سری فیلم‌های بازیکن است.